# Cornelis den Besten
Cornelis den Besten (Minnertsga, 21 september 1894 - 1977) was een Nederlands jurist en  nationaalsocialistische politicus. 
Cornelis werd geboren als zoon van onderwijzer Adrianus Cornelis den Besten en Annigje Versluys.  In 1897 vertrekt het gezin naar Utrecht, waar zijn ouders 2 jaar eerder ook vandaan kwamen. Hij trouwde op 9 juni 1922 te Utrecht met Johanna Maria Alberdina Hendriks. Ze scheidden op 8 augustus 1932. Hij hertrouwde op 29 december 1932 met Johanna Hendrika de Graaf te Loenen aan de Vecht. 
Den Besten was Duitsgezind en sloot zich in 1933 aan bij de NSB. Voor Den Besten op 10 juli 1941 geïnstalleerd werd als burgemeester van Apeldoorn was hij jurist in Utrecht, waar zijn kantoorgenoot de dichter Hendrik Marsman was. Vanwege een coulante houding tegenover Joden werd Den Besten op 20 augustus 1942 ontslagen en opgevolgd door Dirk Pont. Na de oorlog werd Den Besten door het Tribunaal van Apeldoorn veroordeeld, maar werd hij na het proces meteen in vrijheid gesteld. Ook verloor hij zijn kiesrechten. 
Den Besten was twee keer getrouwd en had drie kinderen. Zijn zoon Ad den Besten (1923-2015) was dichter, essayist en uitgever van poëzie.
 Portaal: Fascisme en nationaalsocialisme in Nederland · Fascisme · Nationaalsocialisme